# محير الترمس
محير الترمس مركز في منطقة القصيم في السعودية، وهو مركز فئة (أ) ويرتبط مباشرة في إمارة منطقة القصيم.

## التسمية
المِحير بكسر الميم فحاء مسكورة أيضًا فياء ساكنة فراء آخره، سمي بهذا الاسم لأنه المكان الذي تتحير فيه مياه وادي الترمس وتقف عن المسير بعد رحلتها الطويلة.
وقد أحدثت فيه هجرة في السنوات الأخيرة أول من أحدثها رجل يقال له نايف بن غازي من عبدة من قبيلة شمر فحفر آبارًا إرتوازية وزرع فيها زراعة.

## الموقع الجغرافي
يقع مركز محير الترمس بالجزء الشمالي في منطقة القصيم، ويبعد عن مدينة بريدة مقر إمارة منطقة القصيم 130 كيلومتر، وهو من المراكز الواقعة بين منطقتي القصيم وحائل، وهو من أقدم المراكز ويحتل مساحة 4500 كم مربع. والمحير واقع بين موضعين مشهورين في القديم والحديث هما شري وناظرة.

## الخدمات الحكومية
يوجد في محير الترمس الخدمات الحكومية التالية:
- إمارة مركز محير الترمس.
- مركز صحي.
- مدرسة ابتدائية ومتوسطة (للبنين).
- مدرسة ابتدائية ومتوسطة وثانوية (للبنات).[5]

## السكان
يبلغ عدد سكان محير الترمس 3500 نسمة.

## رئيس المركز
رئيس المركز هو نايف بن فالح بن نايف الغازي الشمري.

## المناخ
مناخ صحراوي، حار جاف صيفًا، بارد ممطر شتاءً، وتبلغ درجة الحرارة صيفًا 45 درجة مئوية، وفي الشتاء تصل إلى ما دون الصفر.